# Математическая головоломка
Математическая головоломка — задача занимательной математики с игровыми элементами (правилами возможных действий, иногда — сюжетом), требующая в большей степени сообразительности, нежели математической подготовки или специальных знаний.
Многие из общеизвестных головоломок в той или иной степени несут математическое содержание, например, в пентамино существенны формы и расположения фигур, а в судоку — свойства графов. Игру Конвея «Жизнь» и задачу построения фракталов можно также рассматривать в качестве математических головоломок, хотя игрок оперирует с ними только путём задания начальных конфигураций, а после того, как начальные условия установлены, правила головоломки определяют все дальнейшие изменения и ходы.
Многие головоломки хорошо известны, поскольку обсуждались Мартином Гарднером в колонке «Mathematical games» (рус. «Математические игры») в журнале Scientific American. Математические игры иногда используются для того, чтобы вовлечь студентов в изучение техники решения школьных задач.

## Некоторые математические головоломки

### Числа, арифметика и алгебра
- Числовые кроссворды[англ.]
- Числа Дайсона[англ.]
- Четыре четвёрки
- Кен-кен[англ.]
- Головоломки деления[англ.]
- Делёж пиратской добычи[англ.]
- Числовые ребусы
- Двадцать четыре
- Игра в представление числа требует найти максимальное число, которое можно получить из заданных чисел путём арифметических операций.
- Циклические и паразитные[англ.] числа, такие, например, как 142 857[2]

### Комбинаторные
- Криптограммы[англ.]
- Игра в 15[3]
- Какуро
- Кубик Рубика и другие механические головоломки с последовательными движениями
- Кроссворд последовательностей[англ.], числовые головоломки, основанные на последовательностях
- Судоку
- Think-a-Dot[англ.]
- Ханойская башня[4]
- Волк, коза и капуста
- Мосты

### Логика
- Самая сложная логическая задача
- Математический софизм

### Анализ и дифференцирование
- Муравей на резиновой нити[англ.][5]

### Вероятность
- Парадокс Монти Холла[6]
- Петербургский парадокс[7]

### Мозаики, упаковки и разбиения
- Куб Бедлама[8]
- Головоломка Конвея
- Задача на шахматной доске с удалёнными клетками
- Задачи упаковки[9]
- Пентамино[10]
- Головоломка Слотобера — Граатсмы
- Кубики сома[11]
- Сложить букву T
- Танграм[12]
- Флексагон[13]
- Полимино[14]
- Квадрирование квадрата[15]

### Игры на доске
- Игра «Жизнь» Конвея[16]
- Задача на изуродованной шахматной доске[17]
- Солитер[18]
- Судоку
- Гекс[19]

### Игры двух лиц
- Ним[20]

#### Шахматные задачи
- Задача о восьми ферзях[21]
- Задача о ходе коня[22]
- Задача «Без троек на прямой»[англ.]

### Топология, узлы и теория графов
В области теории узлов и топологии интуитивно неочевидные выводыe часто становятся частями занимательной математики.
- Головоломки на распутывание[англ.], например, проволочные.
- Проблема семи мостов Кёнигсберга
- Вода, газ и электричество
- Китайская стена (головоломка)
- Рассада и Брюссельская капуста[24]

### Механические головоломки
- Кубик Рубика и другие механические головоломки с последовательными движениями
- Think-a-Dot[англ.]
- Меледа
- Минус-кубик